# يوليوس شاينر
يوليوس شاينر (بالألمانية: Julius Scheiner)‏ (و. 1858 – 1913 م) هو عالم فلك، وعالم فيزياء فلكية من ألمانيا. ولد في كولونيا.
توفي في برلين، عن عمر يناهز 55 عاماً.